# Середа Іван Павлович
Іва́н Па́влович Середа́ (*1 липня 1919 — †18 листопада 1950) — Герой Радянського Союзу, кухар 91-го танкового полку у Другу світову війну.

## Біографія
Іван Середа народився 1 липня 1919 року в селі Олександрівка Донецької губернії УСРР, в селянській родині. За національністю — українець. Проживав в селі Галицинівка Мар'їнського району Донецької області Української РСР. Закінчив Донецький харчовий навчальний комбінат.
У 1939 році його призвали до Червоної Армії. Служив кухарем в 91-му танковому полку. На фронтах Другої світової війни — з червня 1941 року.
Кухар 91-го танкового полку 46-ї танкової дивізії 21-го механізованого корпусу Північно-Західного фронту відзначився у серпні 1941 року під містом Двінськ (тепер — Даугавпілс в Латвії). Він готував обід, коли побачив три німецькі танки. Тоді ще єфрейтор Середа відпустив коней і сховався за кухнею, а коли один із танків зупинився біля неї — з гвинтівкою і сокирою стрибнув на броню і забарабанив по ній сокирою, голосно наказуючи уявним бійцям оточити машину. Коли німці почали стріляти — він рубонув сокирою по стволу кулемета, а у оглядову щілину кинув шматок брезенту (за іншою версією, за спогадами його однополчанина В. Безвительнова, щілину Середа закрив своїм халатом). Коли до кухні повернулися бійці його взводу — вони побачили танк і чотирьох танкістів біля нього, які здалися у полон (за спогадами В. Безвительнова — танкістів було троє).
Вдруге кухар відзначився, коли знаходився з групою бійців у розвідці в тилу ворога. Коли німці виявили розвідників і намагалися їх захопити, він підповз до ворожого танку з гранатами і підірвав його. Потім — сів за танковий кулемет і знищив більше десяти німецьких мотоциклістів. З розвідки група повернулася з трофеями та трьома полоненими.
За зразкове виконання бойових завдань командування і проявлену при цьому мужність та героїзм указом Президії Верховної Ради СРСР від 31 серпня 1941 року Середа був удостоєний звання Герой Радянського Союзу зі врученням ордена Леніна та медалі «Золота Зірка» (№ 507).
У 1942 році він закінчив курси удосконалення командного складу, а в 1944 — Новочеркаське кавалерійське училище (сьогодні це — Новочеркаське вище військове командне училище зв'язку імені Маршала Радянського Союзу Василя Соколовського).
З 1945 року старший лейтенант Середа — у запасі. Працював головою Олександрівської сільської ради Донецької області. Помер 18 листопада 1950, у 32 роки.

## Вшанування пам'яті
Ім'ям Івана Середи названа вулиця в Даугавпілсі (Латвія) і Галицинівці (Донецька область), де він виріс. Також на одній з вулиць латійського міста встановлена меморіальна дошка на його честь, а у донецькому селі — обеліск.